# لی چن
لی چن (انگلیسی: Li Chen؛ زادهٔ ۲۴ نوامبر ۱۹۷۸) هنرپیشه، و خواننده اهل چین است.

## فیلم
| سال  | نام                      | نقش           |
| ---- | ------------------------ | ------------- |
| 2006 | آمرزش‌خوانی جنگ           | لیو           |
| 2010 | پس‌لرزه                   | فانگ دا       |
| 2011 | تأسیس یک حزب             | جانگ گواُ تااُ  |
| 2013 | نجات ژنرال یانگ          | یانگ یانهو ای |
| 2020 | هشتصد                    | سرباز شاندُنگ  |
| 2021 | نبرد در دریاچه چانگ‌جین   | یو            |
| 2022 | نبرد در دریاچه چانگ‌جین ۲ | یو            |